# Jasenaš
Jasenaš est un village croate de la municipalité de Virovitica et située dans le comitat de Virovitica-Podravina.